# اسفندیان
اسفندیان، روستایی از توابع بخش مرکزی شهرستان مشهد در استان خراسان رضوی ایران است.
اسفندیان جزء منطقه 12 شهرداری مشهد است

## جمعیت
این روستا در دهستان طوس قرار دارد و بر اساس سرشماری مرکز آمار ایران در سال ۱۳۸۵، جمعیت آن ۲۲۵ نفر (۵۷خانوار) بوده‌است.